# Измайлов, Михаил Иванович (государственный деятель)
Михаил Иванович Измайлов (1866, Кириллов, Новгородская губерния — 30 марта 1938, Колпашево, Новосибирская область) — российский государственный деятель. Забайкальский вице-губернатор в 1911—1914 гг., Иркутский вице-губернатор в 1914—1917 гг. Действительный статский советник.

## Биография
Родился в городе Кириллове Новгородской губернии в 1866 году. В 1890 году окончил Санкт-Петербургскую духовную академию. В том же году начал служебную карьеру с практиканта в Министерстве внутренних дел. В 1892 году исполнял должность советника Курляндского губернского правления, с 1896 года — старшего советника, с 1910 года — непременного члена в чине статского советника. 26 июня (9 июля) 1911 года назначен вице-губернатором и председателем правления Забайкальской области. В 1912 году произведён в чин действительного статского советника. В 1914 году переведён на должность иркутского вице-губернатора. Арестован 4 марта 1917 года. С 1918 года — контролёр Министерства финансов в Иркутске, чиновник особых поручений МВД и главный уполномоченный Временного Сибирского правительства по делам беженцев. В 1919 году, будучи чиновником при МВД 4-го класса, назначен начальником одного из отделов Главного управления мест заключения, находящегося на территории Сибири, подконтрольной Правительству Колчака. С августа 1920 по август 1922 года — председатель Комитета помощи беженцам в Харбине. Осенью вернулся в Иркутск. Арестован 17 февраля 1931 года; 2 августа приговорён решением тройки при ПП ОГПУ ВСК по статье 58–13 УК РСФСР к 5 годам высылки в Нарымский край. Перед арестом 16 февраля 1938 года проживал в селе Нарыме.12 марта приговорён к ВМН. Расстрелян 30 марта в Колпашеве. Вместе с ним по этому делу было репрессировано 125 человек. Реабилитирован по первому делу в 1989 году заключением прокуратуры Иркутской области, по второму делу — 12 июня 1956 года.